# Eduardo Williams
Eduardo "Teddy" Williams, né le 18 avril 1987 à Buenos Aires, est un réalisateur argentin.

## Biographie
Il étudie d'abord à l'Universidad del Cine de Buenos Aires, puis au Fresnoy, en France, sous la tutelle du réalisateur portugais Miguel Gomes. 
Il est le réalisateur du film El auge del humano, sorti en 2016, après avoir signé un certain nombre de courts métrages. Ses œuvres ont été présentées dans des festivals tels que Cannes, Locarno, Toronto et New York.
Il travaille fréquemment avec son compagnon, l'acteur Nahuel Pérez Biscayart.

## Filmographie
- Tan atentos (2010)
- Pude ver un puma (2011, 18 min)
- Alguien los vio (2011)
- El ruido de las estrellas me aturde (2012, 20 min)
- Que je tombe tout le temps ? (2013, 15 min)
- J'ai oublié (2014, 28 min)
- The Human Surge (El auge del humano) (2016, 97 min)
- Parsi (2019, 22 min)
- Un gif larguísimo (2023, 75 min)
- The Human Surge 3 (2023, 121 min)